# Annunciazione di Ascoli
L'Annunciazione di Ascoli, o Annunciazione con sant'Emidio, è un dipinto a tempera e oro su tavola trasportato su tela (207x146 cm) di Carlo Crivelli, datato al 1486 e conservato nella National Gallery di Londra. È firmato OPVS CAROLI CRIVELLI VENETI 1486.
Si tratta di una delle opere più celebri dell'artista, in cui il connubio tra razionalità prospettica rinascimentale e decorativismo gotico raggiunge il suo massimo culmine, facendone uno dei capolavori più significativi del Rinascimento nelle Marche.

## Storia
La pala fu dipinta per la chiesa della Santissima Annunziata dei Frati minori osservanti. Firma e data si trovano alla base delle paraste, riccamente ornate, che introducono alla stanza della Vergine. Sull'alzato del gradino in primo piano si leggono inoltre le parole LIBERTAS ed ECLESIASTICA, intervallate da tre stemmi, quello di Ascoli Piceno, quello di Innocenzo VIII e quello del vescovo cittadino Prospero Caffarelli.
Tale iscrizione ricorda un preciso fatto della storia cittadina per il quale la tavola fu dipinta. Quasi un secolo prima, nel 1390, la città aveva infatti ottenuto, grazie agli accordi di Fano (1357) e al cardinale Albornoz, la Libertas Ecclesiastica, ovvero quella particolare condizione di autonomia amministrativa all'interno dello Stato della Chiesa, ma tale condizione era stata poi revocata. Su probabile iniziativa del cancelliere Grazioso Benincasa vennero quindi inviati a Roma, da Sisto IV, due cittadini con la particolare richiesta. Il papa prese tempo, forse sorpreso dalla richiesta, e il 16 febbraio 1482 nominò commissario il vescovo di Camerino Silvestro del Lavro, affinché gli riferisse nel merito. Con una breve del 22 marzo il pontefice annunciò l'arrivo del commissario in città («vir prudens et gravis vobisque affactissimus»), ma i cittadini appena ricevuta la nota, precedendo i tempi e mal interpretando il testo papale, credettero che fosse un'anticipazione della concessione della Libertas e si abbandonarono all'esultanza: ciò avveniva il 25 marzo, festa dell'Annunciazione.

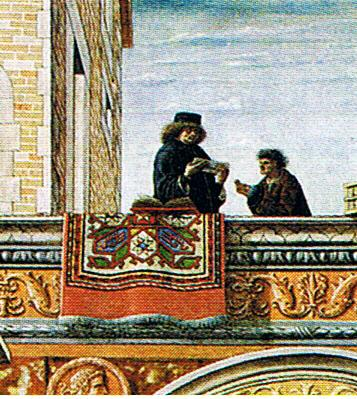
L'arrivo del "secondo annuncio".

Quando il Lavro giunse ad Ascoli Piceno trovò la città in giubilo e i gabellieri papali già allontanati: ne riferì al pontefice, ma questi, impegnato nella guerra contro Ferdinando I di Napoli (legato a sua volta alla città), fu costretto ad accettare i fatti compiuti e riuscì solo a pretendere, tramite una lettera del nipote Girolamo Riario, che la città versasse alla Camera apostolica la quota annua di tremila ducati.
Per celebrare l'evento la città commissionò almeno due dipinti dell'Annunciazione: uno a Pietro Alemanno nel 1483 (conservato nella Pinacoteca civica di Ascoli Piceno) e uno al Crivelli.
L'opera restò nella sua cappella fino a quando non fu prelevata dagli emissari del governo napoleonico e trasferito a Brera, dove entrò col numero di catalogo 747, il 24 settembre 1811. Fu descritta da Amico Ricci nel 1834, il quale ignorava che già dal 27 maggio 1820 erano state avviate le procedure per l'esportazione del capolavoro. In quella data l'antiquario Auguste-Louis De Sivry otteneva infatti, in cambio di una Samaritana attribuita al Caravaggio ma oggi ritenuta del Battistello, ben cinque dipinti, tra cui uno di Marco Palmezzano, due di Cima da Conegliano, una copia da Correggio e l'Annunciazione di Ascoli. Fra le attenuanti che si possono annotare a proposito del pessimo affare che fecero i responsabili di Brera (i quali erano soliti disporre di opere ottenute in maniera impropria, e che non vennero restituite neanche una volta caduta la dittatura napoleonica) c'è quella del cattivo stato di conservazione, che richiese il trasferimento del sostegno, dalla tavola alla tela, nel 1881.
In realtà, se si osserva il dipinto, esso è in condizioni conservative pressoché ottime, fatto che arrivò a far dubitare al Testi (1915) che l'Annunciazione di Ascoli fosse in effetti quella Livry, ma in realtà, come ha dimostrato Davies, il trasporto su tela indica la precarietà del supporto, che effettivamente doveva essere guasto e fatiscente, non lo stato della superficie pittorica.
La pala del Crivelli finì dunque nel mercato antiquario, approdando in Inghilterra dove, dopo alcuni passaggi per collezioni private, entrò nelle raccolte della National Gallery nel 1864, arricchendo la già cospicua presenza crivellesca nel museo: un tale attaccamento degli inglesi all'artista veneto si spiega col fatto che egli rappresentasse tutte le caratteristiche salienti degli artisti del primo Rinascimento esaltate in quegli anni dal Romanticismo e, soprattutto, dai Preraffaelliti. Una riproduzione dell'Annunciazione compare in una delle primissime guide alla National Gallery di Londra, ancorché si trattasse di un'edizione fortemente compendiaria.
L'opera è tornata ad Ascoli Piceno nel 1996 all'interno delle celebrazioni per il cinquecentenario della morte del Crivelli, esposta nella Pinacoteca civica.

## Descrizione e stile

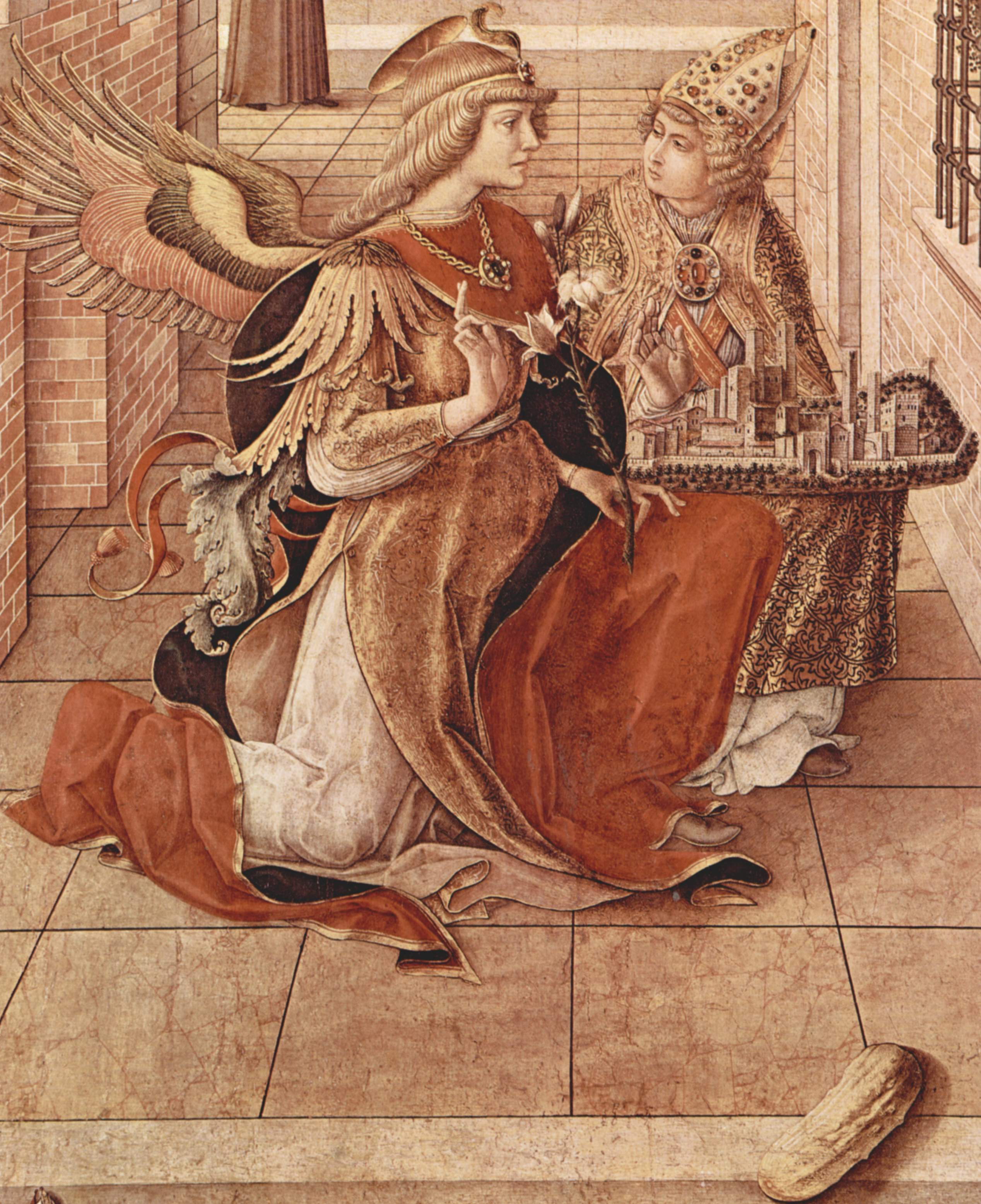
Dettaglio dell'angelo annunciante e sant'Emidio

Il tema dell'annuncio, oltre che legato al giorno dell'evento cittadino, ricordava in via simbolica la "buona novella" ricevuta: tale significato è evidenziato dall'iscrizione e soprattutto dalla presenza degli stemmi della città, del vescovo e del pontefice, riuniti nella somma concordia. La stessa presenza di sant'Emidio, patrono di Ascoli Piceno, che offre un modellino della città all'Arcangelo Gabriele è di per sé un unicuum ed esplicita i legami dell'opera con gli avvenimenti contemporanei.

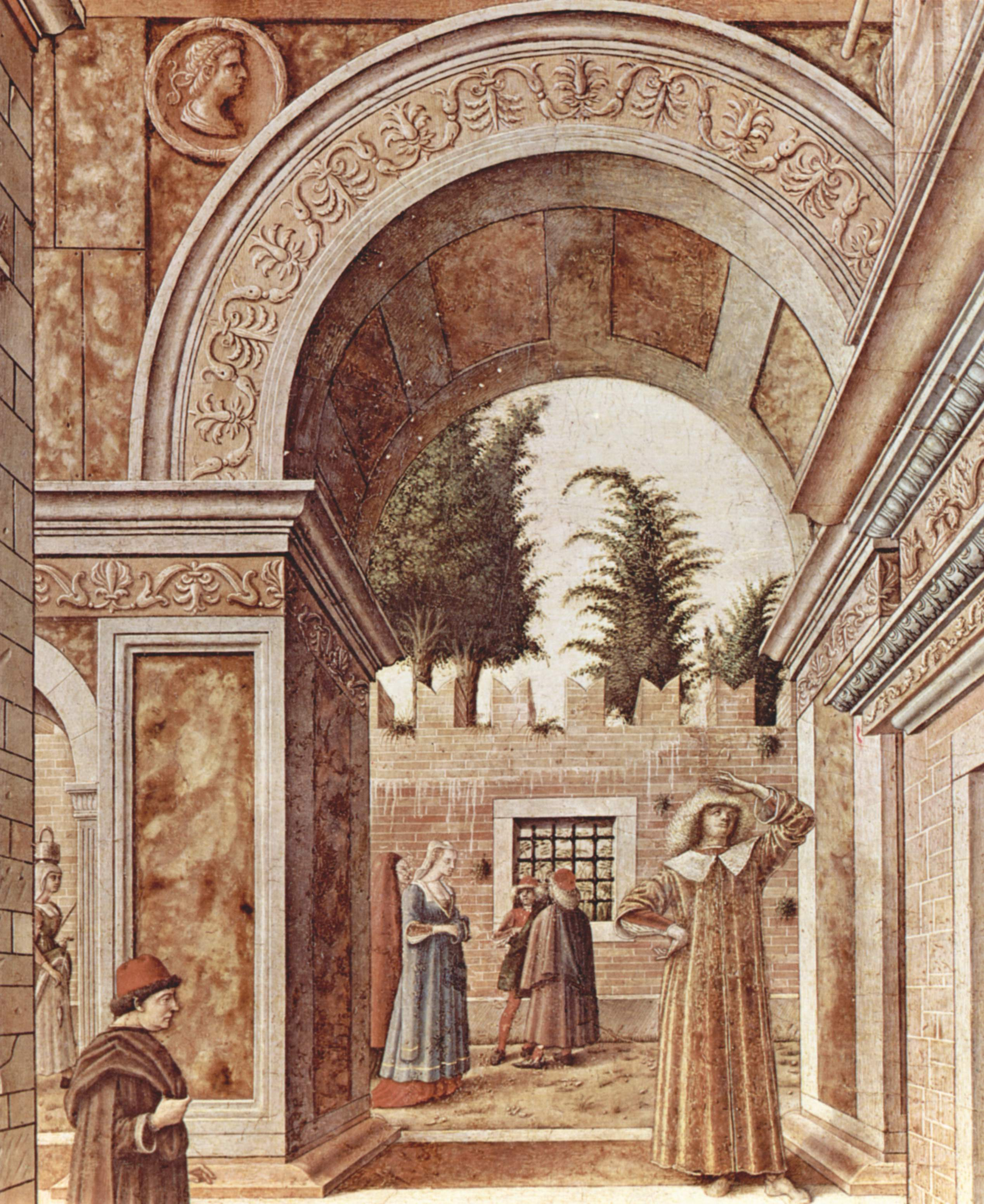
Dettaglio.

La scena è ambientata in una via cittadina, nella quale è appena planato l'angelo a sulla quale si affaccia l'abitazione di Maria, che occupa la metà destra. Il precedente più vicino a quest'opera è l'Annunciazione di Girolamo di Giovanni di Camerino nella Pinacoteca civica di Camerino (1460 circa). Il vertiginoso scorcio prospettico della via a sinistra terminante in un arco oltre il quale si apre un'altra via trasversale a quella in primo piano, in  un incrocio a T; tale costruzione spaziale potrebbe ispirarsi a una composizione dipinta trent'anni prima da Andrea Mantegna nella Cappella Ovetari di Padova (il Martirio di san Cristoforo). Attraverso un'apertura nella parete un raggio di luce divina entra in casa di Maria e accompagna il volo della colomba dello Spirito Santo, che giunge sulla donna umilmente inginocchiata davanti al leggio su cui stava consultando le Scritture. La stanza della Vergine è ritratta con cura del dettaglio, tra elementi simbolici calati però nella quotidianità, quali il letto accuratamente rifatto, segno di una vita casta e virginale, oppure la straordinaria natura morta di oggetti sopra la mensola, in cui si vedono una bottiglia di vetro, simbolo di purezza, e una candela accesa, simbolo di fede. Una finestra con grata, anche qui realizzata con piena padronanza della prospettiva, contiene un alberello in vaso, allusione all'hortus conclusus, e premette la comunicazione ideale tra l'angelo e Maria.
L'artista curò con grande attenzione la resa dei più disparati materiali, dal legno alla stoffa, dalle lucide gemme della veste e della mitria del vescovo all'opacità della terracotta o del tappeto steso sul bordo della loggia del palazzo di Maria (un edificio elaborato e pienamente rinascimentale), dove si trova anche un pavone, altro simbolo cristologico di immortalità. Accanto a questa fedeltà ottica c'è un vero e proprio tripudio decorativo, dato dalla ricchezza di bassorilievi dorati che decorano l'edificio e quelli vicini. Tutto ciò è inoltre esaltato dalla luce dorata che pervade l'intera scena.
A sinistra la via è affollata da personaggi ispirati alla vita civica della Ascoli Piceno dell'epoca: vi si riconoscono personaggi con l'abito da magistrato civile, bambini, frati e altri passanti. Anche qui sono numerosi i dettagli tratti dal mondo quotidiano, come i tappeti stesi al sole, gli alberelli, le gabbiette di uccellini, le colombe che stazionano su pali che escono da una piccionaia, sullo sfondo del cielo di un azzurro intenso. I piccioni, le lettere, i fogli, rimandano tutti al tema dell'attesa del messaggio papale, come sottolinea il gesto dell'uomo vicino al fulcro prospettico, sotto l'arco, che solleva la tesa all'alto, parandosi dalla luce con la mano, nell'attesa del messaggio fatidico portato da un colombo; tale messaggio arriva poi ed è letto dall'uomo che si affaccia da sopra l'arco, portato dall'uomo vicino alla gabbia.
Come accade in altre opere del Crivelli, anche nell'Annunciazione sono presenti alcuni elementi di virtuosismo prospettico e illusionistico ispirate alla cultura figurativa dell'arte padovana: in particolare si riconoscono il cetriolo che sporge in primo piano verso lo spettatore, quasi a invitarlo a raccoglierlo, e la mela ombreggiata con cura che si nota lì accanto. Si tratta anche di elementi simbolici, che ricordano la fecondità di Maria (che in quell'istante è riempita dallo Spirito Santo) e del Peccato originale che verrà "lavato" dall'incarnazione e dal sacrificio di Cristo (quindi la mela non è rossa bensì sbiadita).
La ricchezza dei dettagli fa sì che, quasi come in un'opera fiamminga, ciascuno di essi abbia quasi una vita indipendente, una spiccata singolarità, sebbene tutto partecipi all'unità formale e sostanziale della pala.